# Liber Census Daniae

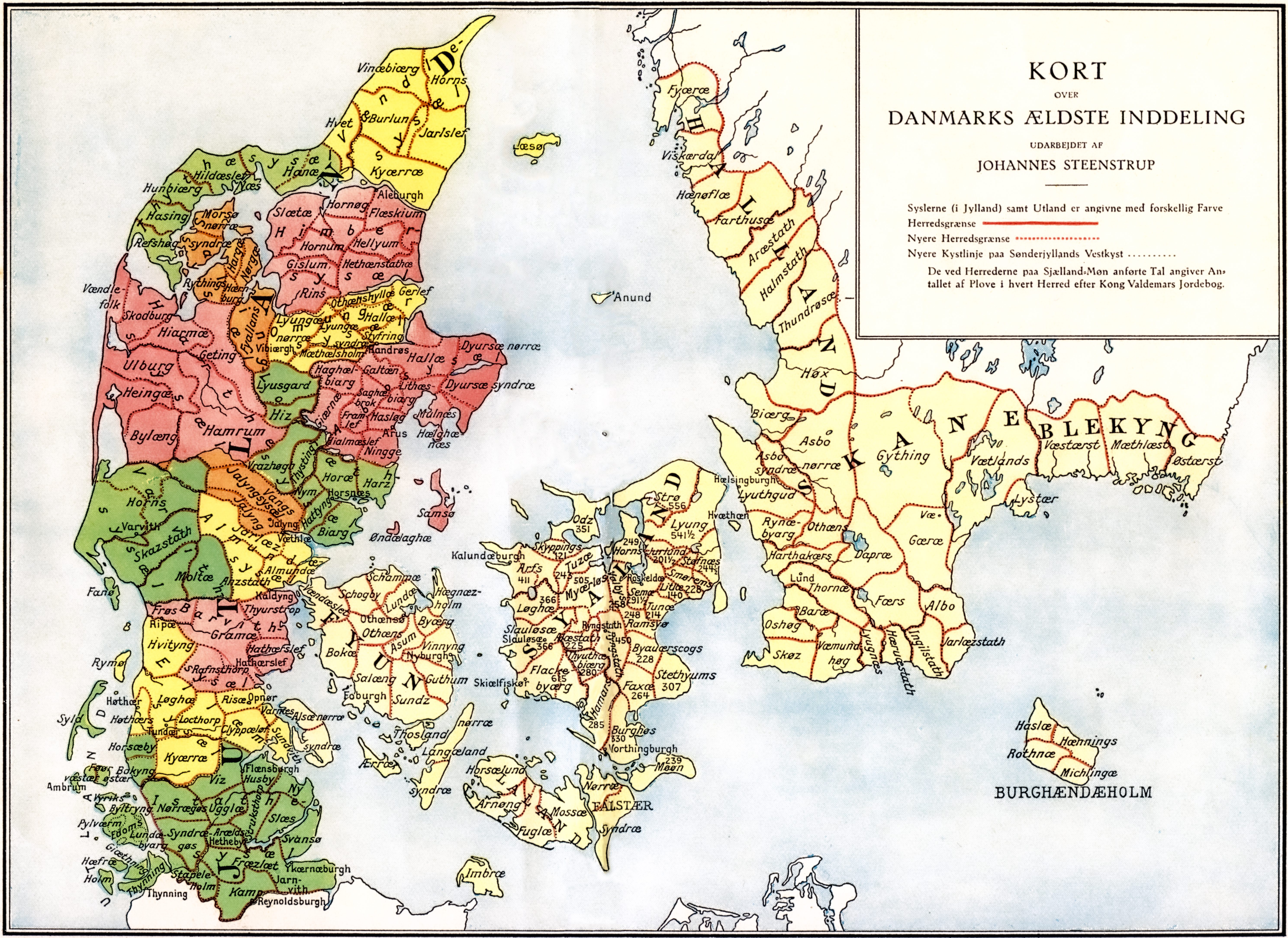
Dánia II. Valdemár idejében

Liber Census Daniae, 1231-ben keletkezett adónyilvántartási könyv, amely II. Valdemár vagyonát és jövedelmeit tartalmazza. Egyik legnagyobb jelentősége abban áll, hogy a kor Dán Királysága számos helye, illetve közigazgatási egysége e munkában lett először említve. A kódex magában foglalja a mai Dánia területét, Schleswig és Sønderjylland mai német részét, beleértve Fehmarn szigetét, a Skåne tartománytól keletre eső volt dán részeket, Hallandot és Blekingét, valamint Észtország dán birtokait. A mű értékes betekintést enged a kor államhatalmába és társadalmi struktúrájába. A kor legalacsonyabb közigazgatási egysége a Harde volt.
Az eredeti mű több, pergamenre írott kötetből áll, ennek összefoglaló neve a Codex Holmiensis. Több listát is tartalmaz például a kereskedési helyekről, a királyi és az egyházi javakról, stb.  A munkát 1929-ig Stockholmban őrizték, ezután Koppenhágába, a Dán Királyi Levéltárba került, ahol ma is található.

## Fordítás
- Ez a szócikk részben vagy egészben  a   Waldemar-Erdbuch című német Wikipédia-szócikk ezen változatának fordításán alapul.  Az eredeti cikk szerkesztőit annak laptörténete sorolja fel. Ez a jelzés csupán a megfogalmazás eredetét és a szerzői jogokat jelzi, nem szolgál a cikkben szereplő információk forrásmegjelöléseként.